# 循吏
循吏是二十四史中对奉职守法、清廉贤能的官吏的称呼。《史记》、《汉书》、《后汉书》、《北齐书》、《南史》、《北史》、《隋书》、《新唐书》、《宋史》、《金史》、《明史》、《清史稿》有循吏列传，《晋书》、《宋书》、《南齐书》、《梁书》、《魏书》、《旧唐书》、《辽史》、《元史》有良吏列传。

## 史记
孙叔敖 子产 公仪休 石奢 李离

## 汉书
文翁 五成 黄霸 朱邑 龚遂 召信臣

## 后汉书
卫飒 任延 王景 秦彭 王涣 许荆 孟尝 第五访 刘矩 刘宠 仇览 童恢

## 晋书
鲁芝 胡威 杜轸 窦允 王宏 曹摅 潘京 范晷 丁绍 乔智明 邓攸 吴隐之

## 宋书
王镇之 杜慧度 徐豁 陆徽 阮长之 江秉之

## 南齐书
傅琰 虞愿 刘怀慰 裴昭明 沈宪 李圭 孔琇之

## 梁书
庾荜 沈瑀 范述曾 丘仲孚 孙谦 伏暅 何远

## 魏书
张恂 鹿生 张应 宋世景 路邕 阎庆胤 明亮 杜纂 裴佗 窦瑗 羊敦 苏淑

## 北齐书
张华原 宋世良 宋世轨 郎基 孟业 崔伯谦 苏琼 房豹 路去病

## 隋书
梁彦光 樊叔略 赵轨 房恭懿 公孙景茂 辛公义 柳俭 郭绚 敬肃 刘旷 王伽 魏德深

## 南史
吉翰 杜骥 杜坦 姚耸夫 申恬 杜瑗 杜慧度 杜弘文 阮长之 王歆之 甄法崇 傅琰 虞愿 王洪范 李珪之 沈瑀 范述曾 丘师施 孙谦 何远 郭祖深

## 北史
张膺 路邕 阎庆胤 明亮 杜纂 窦瑗 苏淑 张华原 孟业 苏琼 路去病 梁彦光 樊叔略 公孙景茂 辛公义 柳俭 郭绚 敬肃 刘旷 王伽 魏德深

## 旧唐书
韦仁寿 陈君宾 张允济 李桐客 李素立 李至远 李畬 薛大鼎 贾敦颐 贾敦实 李君球 崔知温 高智周 田仁会 田归道 韦机 韦岳 韦景骏 权怀恩 裴怀古 张知謇 张知玄 张知晦 张知泰 张知默 杨元琰 倪若水 李濬 阳峤 宋庆礼 姜师度 强循 和逢尧 潘好礼 杨茂谦 楊瑒 崔隐甫 李尚隐 呂諲 萧定 蒋沇 薛珏 李惠登 任迪简 范传正 袁滋 薛苹 阎济美

## 新唐书
韋仁壽 陳君賓 张允济 李桐客 李素立 李至遠 李畬 李巖 薛大鼎 賈敦頤 李君球 崔知溫 高智周 楊德幹 田仁會 田歸道 韋機 權懷恩 馮元常 蔣儼 王方翼 薛季昶 裴懷古 張知謇 楊元琰 倪若水 李濬 陽嶠 宋慶禮 姜師度 強循 潘好禮 楊茂謙 楊瑒 崔隱甫 李尚隱 呂諲 蕭定 蔣沇 薛珏 任迪簡 范傳正 袁滋 薛苹 閻濟美 韋景駿 李惠登 羅珦 羅讓 韋丹 韋宙 韋岫 盧弘宣 薛元賞 何易于

## 宋史
陈靖 张纶 邵晔 崔立 鲁有开 张逸 吴遵路 赵尚宽 高赋 程师孟 韩晋卿 叶康直

## 辽史
大公鼎 萧文 马人望 耶律铎鲁斡 杨遵勗 王棠

## 金史
卢克忠 牛德昌 范承吉 王政 张奕 李瞻 刘敏行 傅慎微 刘焕 高昌福 孙德渊 赵鉴 蒲察郑留 女奚烈守愚 石抹元 张彀 赵重福 武都 纥石烈德 张特立 王浩

## 元史
谭澄 许维祯 许楫 田滋 卜天璋
耶律伯坚 段直 谙都剌 杨景行 林兴祖 观音奴 周自强 白景亮 王艮 卢琦 邹伯颜 刘秉直 许义夫

## 明史
陈灌 方克勤 吴履 廖钦 高斗南 余彦诚 史诚祖 吴祥 谢子襄 黄信中 夏升 贝秉彝 刘孟雍 万观 叶宗人 王源 翟溥福 李信圭 孙浩 张宗琏 李骥 王莹 李湘 赵豫 赵登 曾泉 范衷 周济 范希正 刘纲 段坚 陈钢 丁积 田鐸 唐侃 汤绍恩 徐九思 庞嵩 张淳 陈幼学

## 清史稿
白登明 汤家相 任辰旦 于宗尧 宋必达 陆在新 张沐 张埙 陈汝咸 缪燧 陈时临 姚文燮 黄贞麟 骆锺麟 崔宗泰 祖进朝 赵吉士 张瑾 江皋 张克嶷 贾朴 邵嗣尧 立鼎 高廕爵 靳让 崔华 周中鋐 刘棨 陶元淳 廖冀亨 佟国珑 陆师 龚鉴
陈德荣 芮复传 蒋林 阎尧熙 王时翔 蓝鼎元 叶新 施昭庭 陈庆门 周人龙 童华 黄世发 李渭 谢仲坃 李大本 牛运震 张甄陶 邵大业 周克开 郑基 康基渊 言如泗 周际华 汪辉祖 茹敦和 朱休度 刘大绅 吴焕彩 纪大奎 邵希曾
张吉安 李毓昌 龚景瀚 盖方泌 史绍登 李赓芸 伊秉绶 狄尚絅 张敦仁 郑敦允 李文耕 刘体重 子煦 张琦 石家绍 刘衡 徐栋 姚柬之 吴均 王肇谦 曹瑾 桂超万 张作楠 云茂琦
徐台英 牛树梅 何曰愈 吴应连 刘秉琳 陈崇砥 夏子龄 萧世本 李炳涛 俞澍 朱根仁 邹锺俊 王懋勋 蒯德模 林达泉 方大湜 陈豪 杨荣绪 林启 王仁福 朱光第 冷鼎亨 孙葆田 柯劭憼 涂官俊 陈文黻 李素 张楷 王仁堪

## 另見
- 廉吏

## 延伸阅读
[在维基数据编辑]
 《史記/卷119》，出自司馬遷《史記》